# موصل

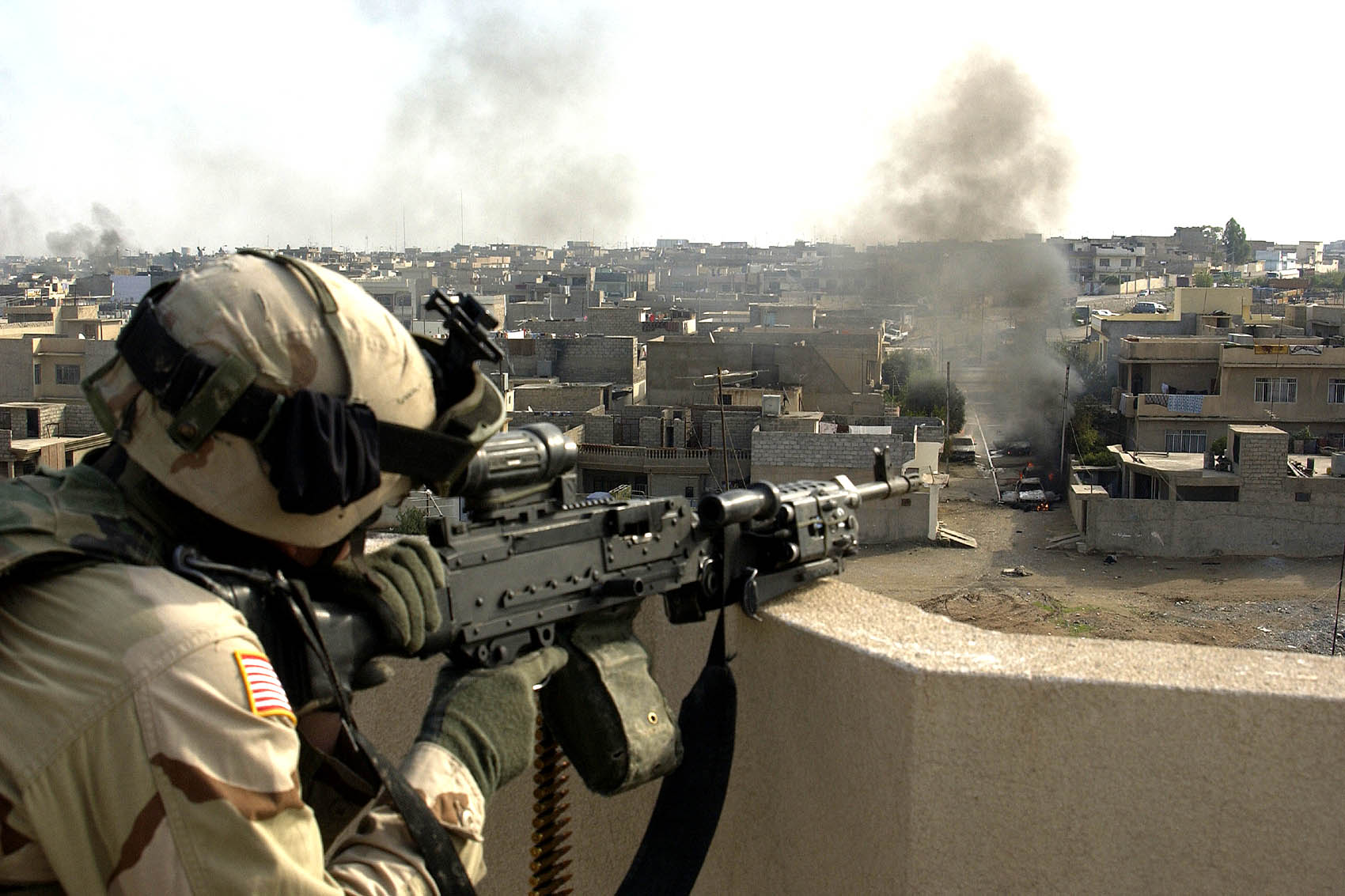
سرباز آمریکایی در جنگ با بازماندگان حزب بعث، ۲۰۰۴

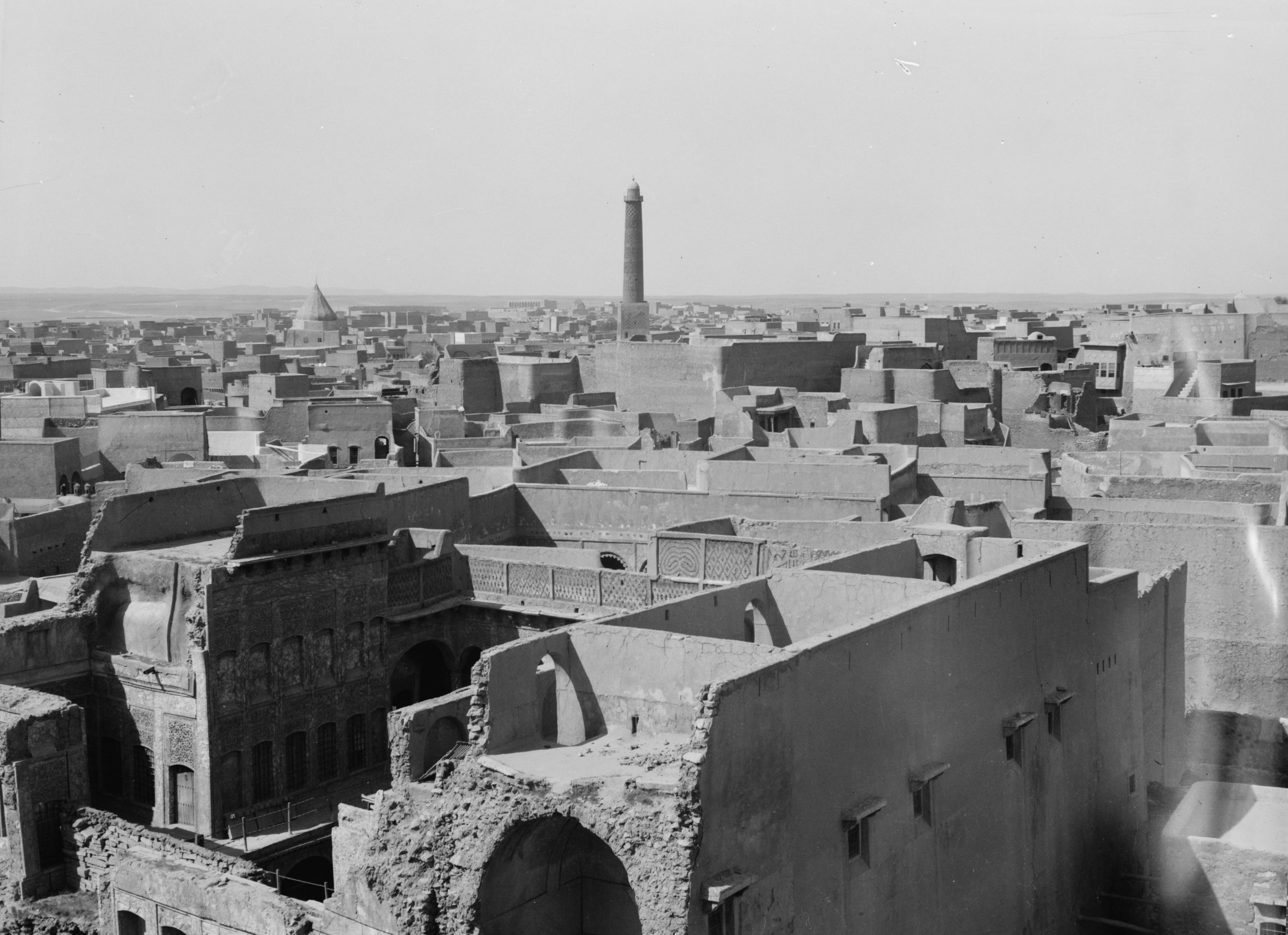
شهر موصل در سال ۱۹۳۲ م. مسجد جامع النوری و گُل‌دستهٔ الحدباء در مرکز تصویر مشهود هستند.

موصِل (به عربی: المَوْصِل، به کردی: مووسڵ، به آشوری: ܡܘܨܠ: (تلفظ): Māwṣil، استاندارد لاتین: Mosul) شهری در شمال عراق، مرکز استان نینوا و پرجمعیت‌ترین شهر عراق پس از بغداد و مرکز اقتصادی شمال کشور می‌باشد؛ بخش اصلی شهر در کرانهٔ شرقی دجله جای گرفته‌است و در کرانهٔ غربی آن، بازمانده‌های شهر باستانی نینواست. موصل در سده‌های دهم و یازدهم میلادی/ سوم و چهارم هجری، پایتخت دولت‌های جداشده از عباسیان مانند حمدانیان بود. پس از جنگ جهانی اول، مدتی از امپراتوری عثمانی به‌دست امپراتوری بریتانیا افتاد. از ۱۰ ژوئن ۲۰۱۴ تا سال ۲۰۱۷ در سیطرهٔ سازمان داعش بود. جمعیت استان موصل در ۲۰۰۸م، ۲٬۷۲۱٬۰۹۶ نفر سرشماری شد که از این تعداد، بیش از ۱٬۶۰۰٬۰۰۰ نفر ساکن شهر موصل‌اند. ارتفاع آن از سطح دریا، ۲۲۰ متر است و در نزدیکی آن، چاه‌های نفت عین زاله قرار گرفته‌است.
بیشتر مردم شهر عرب هستند (۶۰٪) اما اقلیت‌های قابل توجه کرد (۱۷/۵٪)، آشوری (۱۵٪) و ترکمن (۷/۵٪) نیز در شهر زندگی می‌کنند. جمعیت شهر در سال ۲۰۰۸ به یک میلیون و شش‌صد هزار نفر رسیده‌بود اما در سال ۲۰۱۴ حدود نیم میلیون نفر آواره شدند، هرچند که بعد از شکست داعش به خانه‌هایشان بازگشتند.
دانشگاه موصل که از مراکز علمی و تحقیقاتی عراق است و مقبره چندین پیامبر از جمله یونس در موصل قرار دارد. این شهر با وجود بیش از ۱۵٪ جمعیتش از مردم آشوری و پایتخت قدیم آشوریان، مرکز تاریخی مسیحیان نسطوری محسوب می‌شود.

## جغرافیا
رود دجله از میان موصل می‌گذرد و پنج پل دو قسمت شهر را به هم پیوند می‌دهند. این شهر در ۳۹۶ کیلومتری شمال غربی بغداد قرار دارد.

## تاریخچه
موصل در آغاز خلوان و در دوران ساسانیان بوذاردشیر نام داشت. نام بوذاردشیر منسوب به اردشیر بابکان -بنیادگذار دودمان ساسانی- بود. مسیحیت از سدهٔ دوم میلادی در این منطقه حضور داشته‌است.
در سال ۳۳۱ پیش از میلاد قوای هخامنشیان به وسیله اسکندر مقدونی در نبرد گوگمل در شرق موصل امروزی شکست سنگینی متحمل می‌شوند.
آخرین ناحیه غربی ایران ساسانی که به دست مسلمانان افتاده بود سرزمین موصل بود که آن را به دو ناحیه تقسیم میکردند: ناحیه شهر زور و چامکان یا صامغان.
موصل کرسی دیار ربیعه در ساحل باختری دجله، جایی که شاخه‌های این رود به هم پیوسته رود بزرگی را تشکیل می‌دهند، واقع است و می‌گویند به همین مناسبت است که آن‌را موصل، یعنی محل اتصال، نامیده‌اند. در زمان امویان بر اهمیت موصل افزوده شد. موصل در زمان مروان دوم، آخرین خلیفه اموی، کرسی ایالت جزیره گردید و به امر این خلیفه در آن شهر مسجدی ساختند که بعدها به جامع کهنه معروف شد. ابن حوقل که در سال ۳۵۸ در موصل بوده گوید شهریست نیکو دارای بازارهای عالی در میان زمین‌های حاصلخیز که مشهورترین آن‌ها روستای نینوا است و در آن روستا قبر یونس پیغمبر واقع است. قسمت عمده‌ی اهالی موصل در قرن چهارم از نژاد کرد بودند. مقدسی کاروانسراهای متعدد آن شهر را ستوده و گوید شهری است دارای ابنیه‌ی نیکو و باشکوه و خود شهر به شکل نیم‌دایره و وسعت آن به اندازه‌ی یک سوم بصره است.
در لغتنامه دهخدا آمده‌است که در سال‌های ۲۸۱ و ۲۹۳ هجری قمری، کردان موصل که به کردان هزبانی معروف بودند، انقلاب کردند و با لشکر مکتفی بالله که به یاری حاکم موصل، عبدالله بن حمدان آمده بود، نبرد کردند.

## مردم‌شناسی
در طول قرن بیستم، موصل یادآور زندگی اقوام و مذاهب گوناگون در کنار یکدیگر بوده‌است. پیش از پروژه عرب سازی موصل توسط صدام و حزب بعث، موصل برای قرن‌ها شهری عمدتاً کردنشین به حساب می‌آمد. ولی در این اواخر مردم عرب سنی عمده جمعیت مناطق شهری از جمله شهر موصل را شامل می‌شدند. مانند مناطق کناره رود دجله و در داخل شهر موصل. در امتداد رود دجله و دورتر به سوی شمال و مناطق روستایی، هزاران نفر آشوری، کرد، ترکمن و ارمنی و شبک زندگی می‌کردند.
برنامه عرب سازی که در دوران صدام و با نیروی حزب بعث انجام می‌شد، باعث شد تا برخی از این اقلیت‌ها از مناطق شهری موصل خارج شده و به نزدیکی مرزهای اقلیم کردستان بروند. با اشغال موصل توسط داعش، تنها عرب‌های سنی در شهر باقی ماندند و جمعیت این شهر از ۱٫۵ میلیون تن به یک میلیون تن کاهش یافت.

## سیطره کامل داعش بر شهر موصل (۱۳۹۳)

مسجد جامع النوری و مناره الحدباء که ۹۰۰ سال پیش در موصل ساخته شده و قدیمی‌ترین منارهٔ عراق است. این اثر مهم فرهنگی در پی نبرد موصل منهدم شد.

افراد مسلح داعش از صبح و از سمت راست استان نینوا حمله‌ور شدند و ساختمان استانداری و ساختمان‌های دولتی مجاور را تحت کنترل خود درآوردند. استان نینوا (۵۰۴ کیلومتری شمال پایتخت عراق) است. داعشی‌ها همچنین بر فرودگاه موصل در شمال این شهر سیطره پیدا کردند و این افراد سپس به سمت چپ موصل پیشروی کردند.
اطلاعات به دست آمده حاکی از فرار سیاستمداران و نیروهای امنیتی از موصل است
. مسؤول رسانه‌ای حزب دموکرات کردستان در استان نینوا با اشاره به کنترل عناصر داعش بر اکثر مناطق شهر موصل اعلام کرد که به دلیل حملات تروریستی داعش در این شهر، مقر این حزب و حزب اتحادیه میهنی کردستان به‌طور کامل تخلیه شده‌است.
در همین حال اخباری از حرکت داعش به سمت استان صلاح الدین منتشر شد، برخی گزارش‌های حاکی از آن است که داعش توانست، کنترل دو روستا در تکریت را به دست بگیرد. این درگیری‌ها به کشته شدن شماری از شهروندان، و آوارگی و مهاجرت ساکنان این استان منجر شد.
شمار قابل توجهی از ساکنان شهر موصل در پی هجوم عناصر داعش از این شهر گریختند.
عناصر داعش صدها محکوم را نیز از زندان‌های شهر موصل آزاد کردند.
خبرگزاری‌ها از سقوط شهر استراتژیک موصل و تسلط کامل گروه داعش بر آن خبر دادند. پس از مدت‌ها درگیری ارتش عراق توانسته بود در زمستان سال گذشته با کمک عشایر و نیروهای مردمی شهر رمادی و فلوجه را از کنترل نیروهای داعش خارج سازد.
استاندار نینوا، در ارتباط تلفنی با شبکه تلویزیونی العربیه دربارهٔ اینکه گروه‌های مسلح چگونه توانستند کنترل نینوا را در دست بگیرند، گفت: چند ساعت پیش‌از اینکه افراد مسلح کنترل موصل را در دست بگیرند با فرماندهان ارشد ارتش عراق در منطقه دیدار کردم. به نظر می‌رسید که آن‌ها کاملاً به توان خود اطمینان دارند اما ساعاتی بعد با شنیدن خبر فرار جمعی نیروهای ارتش عراق از مواضع خود در موصل، غافلگیر شدیم
.
استاندار نینوا دربارهٔ نحوه تعامل با اوضاع کنونی گفت: در حال حاضر نمی‌توانم دربارهٔ سناریوهای آینده صحبت کنم. باید اوضاع را در داخل بازبینی کنیم. دیشب، وزیر کشور و مدیر دفتر فرمانده کل نیروهای مسلح با من تماس گرفتند و از من خواستند از منطقه کردستان کمک بگیرم اما دیروقت بود و کردستان عراق نیز به موافقت نوری مالکی نیاز دارد
.
«سعید مموزینی» خاطرنشان کرد: نیروهای پیشمرگه در مناطق کردنشین استان نینوا برای مقابله با هرگونه وضعیت فوق‌العاده، در حالت آماده باش کامل هستند.
در روز ۲۶ مهر ماه ۱۳۹۵ عملیات نظامی مشترکی توسط ارتش عراق، بسیج مردمی عراق، نیروهای پیشمرگه کردستان عراق و برخی گروه‌های دیگر علیه داعش آغاز شد که نبرد وسیعی برای آزادسازی موصل از کنترل نیروهای داعش است.
سرانجام پس از تقریباً ۹ ماه نبرد، در روز ۱۹ تیر ۱۳۹۶ شهر موصل به‌طور کامل از گروه داعش پس گرفته شد.

### پاکسازی موصل
آزادسازی موصل یا نبرد موصل عملیاتی است که از روز دوشنبه ۱۷ اکتبر ۲۰۱۶ به فرمان حیدر العبادی نخست‌وزیر عراق برای پس گرفتن موصل از سیطره داعش آغاز شد. موصل مرکز استان نینوا و دومین شهر بزرگ عراق در تابستان ۲۰۱۴ به اشغال گروه داعش درآمد. با پیروزی‌های نیروهای عراقی بر داعش در سال ۹۵ و اخراج داعشیان از این شهر، قسمت‌هایی از آن به‌طور کامل از نیروهای داعش، خالی شد. در ادامهٔ این عملیات قسمت‌های شمال و شمالشرق و دانشگاه موصل به‌طور کامل از نیروهای داعش پاکسازی شد.
پس از آن نیز فرودگاه موصل و نیروگاه برق الیرموک که اصلی‌ترین نیروگاه شهر موصل محسوب می‌شود، از نیروهای داعش خالی و کاملاً آزاد گردید.

## اماکن دیدنی
- مسجد جامع نوری و مناره الحدباء
- کاخ موصل
- مسجد اموی
- مسجد صلاح‌الدین
- مسجد مجاهدی
- مسجد جرجیس
- مشهد عبدالقاسم
- کاخ باش‌تپه
- قره‌سرای
- موزه موصل